# HC 비탸지
HC 비탸지(러시아어: ХК Витязь)는 1996년 창단된 러시아 모스크바주 발라시하의 프로 아이스하키팀이다. 현재 콘티넨탈 하키 리그에 참가하고 있으며 홈구장은 아레나 발라시하이다.